# Cape Labuan
Cape Labuan är en udde på ön Heard Island i Heard- och McDonaldöarna (Australien).